# Dipturus pullopunctata
Dipturus pullopunctata és una espècie de peix de la família dels raids i de l'ordre dels raïformes.

## Morfologia
- Els mascles poden assolir 94 cm de longitud total.[2][3]

## Reproducció
És ovípar i els ous tenen com a banyes a la closca.

## Alimentació
Menja peixos, crancs, gambes, eufausiacis i bivalves.

## Hàbitat
És un peix marí, de clima subtropical (23°S-35°S) i demersal que viu entre 50–457 m de fondària.

## Distribució geogràfica
Es troba a l'oceà Atlàntic sud-oriental: des de Lüderitz (Namíbia) fins a Port Alfred (Sud-àfrica).

## Observacions
És inofensiu per als humans.